# Cho một tình yêu
Cho một tình yêu là một loạt phim truyền hình ca nhạc gồm 37 tập do Hãng phim Việt và BHD sản xuất, đã được khởi chiếu trên VTV3 trong khung giờ vàng của đài vào lúc 21 giờ các tối Thứ Năm và Thứ Sáu từ ngày 7 tháng 10 năm 2010 và đã kết thúc ngày 10 tháng 2 năm 2011. Bộ phim kể về đời sống của Linh Đan (Mỹ Tâm) về ước mơ trở thành ca sĩ và mối tình của cô và Hải Đông (Quang Dũng), sau này là Trần Vũ (Tuấn Hưng).
Đây được xem như là một trong những dự án phim truyền hình theo lĩnh vực ca nhạc đầu tiên tại Việt Nam, và cũng là bộ phim đầu tiên có sự xuất hiện của nữ ca sĩ Mỹ Tâm trong vai trò diễn viên lẫn đạo diễn âm nhạc.

## Nội dung
Linh Đan (Mỹ Tâm) có xuất thân là con của một gia đình giàu có, vừa du học Mỹ trở về và được gia đình hướng theo nghiệp doanh nhân - Linda. Nhưng trong ước mơ của Linh Đan chỉ có nghề ca sĩ là đam mê lớn nhất của mình. Rồi một biến cố xảy ra, gia đình của Linh Đan bị vu oan, vướng vòng lao lý và Linh Đan từ một cô nàng tiểu thư bỗng chốc thành tay trắng. Mối tình đẹp của Linh Đan và chàng công tử Hải Đông con nhà quyền quý, cũng trở nên tan vỡ vì Hải Đông không đủ mạnh mẽ để sát cánh bên Linh Đan. Khởi đầu cuộc đời từ con số 0, vai diễn Linh Đan của Mỹ Tâm cho khán giả những cảm nhận về sự vươn lên của một cô gái trẻ giữa một nghịch cảnh tưởng không bao giờ vượt qua được.
Nhân vật của Tuấn Hưng nhập vai có tên là Trần Vũ sẽ là người "sát cánh" với Linh Đan trong hành trình gian khó này. Trần Vũ lớn lên trong một gia đình nghèo, sống du cư khắp bắc nam theo gia đình từ bé, sớm mồ côi mẹ. Cậu vào nam để thực hiện ước mơ ca hát, làm đầu bếp tạm trong một quán ăn. Cậu được thừa hưởng kĩ thuật làm bếp từ bà nội, và có thể nấu những món ăn rất đặc biệt, trong đó có món ăn đặc biệt tên là "tứ hữu" (một loại gỏi cuộn của miền trung). Cũng từ món ăn ấy mà cậu có duyên nợ với Linh Đan. Ngoài ra còn có một nhóm ba anh lùn trong quán ăn của Vũ: Tiến Lùn (Tiến Đạt), Long (Minh Tuấn), Mập (Hoàng Mèo).
Quê nội của Trần Vũ ở phố cổ Hội An, ở đó một nhà thơ sến súa chuyên làm thơ vô duyên có tên Thuận Minh (Minh Thuận) và nhân vật khù khờ tên là Bảy Hiếu (Hiếu Hiền) là người thân của Trần Vũ đều thích một cô gái tên là Mai Thùy, bạn của Linh Đan. Từ đó xảy ra những tranh giành hài hước. Vũ bị bà Tư (là bà của Vũ) gọi về quê để tiện quản thúc vì bà không muốn Vũ làm ca sĩ. Trở về nhà, Vũ tình cờ gặp Linh Đan và cưu mang, giúp đỡ cô rất nhiều. 2 người có đam mê ca hát giống nhau dần dần thích nhau nhưng bề ngoài lại luôn khắc khẩu.
- Mỹ Tâm trong vai Linh Đan
- Tuấn Hưng trong vai Trần Vũ
- Quang Dũng trong vai Hải Đông
- Hiếu Hiền trong vai Bảy Hiếu
- NSƯT Thanh Nguyệt trong vai Bà Tư
- Nguyễn Văn Phúc trong vai Ông Đặng
- Minh Tú trong vai Thu Quế
- Hồ Thái Huy trong vai Đặng Vịnh
- Leon Quang Lê trong vai Kevin Lee
- Minh Khuê trong vai Mai Thùy
- Bé Mỹ Sang trong vai Út Quyên
- Đoàn Minh Tuấn trong vai Long
- Đinh Tiến Đạt trong vai Tiến Lùn
- Lê Hoàng (Hoàng Mèo) trong vai Quang Mập
- Minh Thuận trong vai Thuận Minh
- Lê Phương trong vai Ngọc Dung
- Văn Tùng trong vai Nam Khánh
- Phương Giao trong vai Lệ Mỹ
- Yến Nhi trong vai Bích Nhi

## Sản xuất
Nguyễn Tranh vốn nổi tiếng là đạo diễn hình ảnh, đạo diễn các video ca nhạc, và nay cũng là lần đầu tham gia vai trò đạo diễn bộ phim ca nhạc. Tuy vậy, anh vẫn không có chút bỡ ngỡ nào, dù rất khiêm tốn nói rằng, tôi chỉ "thử nghiệm" thôi, còn Lê Hóa (đồng đạo diễn) mới là người xông xáo nhất. Đa số các ca sĩ tham gia trong phim đều đã từng làm việc với "bác" Tranh, đã quá hiểu tính ý nhau, nên mọi việc khá thuận lợi, cạnh đó, đoàn phim còn được sự hỗ trợ tối đa của nhà sản xuất về thời gian (dù có phải dài thêm cả tháng trời vì một số trục trặc ngoài dự kiến) và kinh phí (gấp 2 so với một phim bình thường).
Lần đầu tiên đóng phim, ca sĩ Mỹ Tâm đã chuẩn bị rất kỹ cho vai diễn của mình, nhất là nhiệm vụ quan trọng của một đạo diễn âm nhạc. Hơn 50 ca khúc đã được sử dụng trong bộ phim này, trong đó, có một số sáng tác mới mà Mỹ Tâm dành riêng cho bộ phim đầu tay của mình.
Đây cũng là lần đầu mà nữ diễn viên Lê Phương vào vai phản diện, sau hàng loạt những vai chính diện hiền lành mà cô đã đảm nhận trước đây, và cũng là lần đầu và ca sĩ Minh Tú (nhóm tam ca Áo Trắng) tham gia đóng phim truyền hình, mà lại là phim nhiều tập.
Trong khi đó, ca sĩ Quang Dũng hóa thân vào nhân vật nam có tên là Hải Đông, được biết nhân vật của Quang Dũng xuất hiện trong khoảng 10 tập của bộ phim.
Bộ phim đã bắt đầu bấm máy kể từ ngày 28 tháng 3 năm 2010 và đã lên sóng vào ngày 7 tháng 10 cùng năm. Ngày 10 tháng 2 năm 2011, bộ phim đã ấn định được tập phát sóng cuối cùng của mình.

## Đón nhận
Bộ phim đã nhận được sự theo dõi cùng nhiều đánh giá trái chiều từ phía các nhà phê bình và khán giả. Sau 9 tập phim, chủ đề Cho một tình yêu đã kéo dài hơn 540 trang trên diễn đàn dienanh.net. Chủ đề này được lập từ khi phim khởi quay và đã lên đến trên 300 trang trước thời điểm lên sóng, với những dự đoán và sự háo hức dành cho phim.
Bộ phim đã nhận được những phản ứng trái chiều từ phía người xem lẫn các nhà phê bình ngay từ những tập đầu công chiếu, các ý kiến tiêu cực chủ yếu là về khả năng diễn xuất của dàn diễn viên và phần nội dung gây tranh cãi với một bộ phim trước đó của Đài Loan, "Corner with love" (Tạm dịch: Chuyển giác tình yêu).
Tuy vậy, phần âm nhạc trong bộ phim đã được đánh giá cao và nhận được sự yêu mến của đông đảo khán giả. Một album nhạc phim cùng tên bao gồm 12 bài hát, với 10 bản được viết riêng cho bộ phim đã được Mỹ Tâm phát hành vào cuối năm 2011, đã được đông đảo khán giả yêu mến. Bên cạnh đó, video Cho Một Tình Yêu và chuỗi liveshow cùng tên cùng DVD ghi lại các buổi trình diễn cũng đã được Mỹ Tâm phát hành và đăng tải trên kênh YouTube chính thức của cô.
Nhà báo Bạch Mai từ tờ Người Lao động có thẳng thắn phê bình bộ phim khi có phần nội dung giống với một bộ phim khác đến từ Đài Loan sản xuất năm 2007 mang tên "Corner with love" (Tạm dịch: Chuyển giác tình yêu) và diễn xuất của Mỹ Tâm trong bộ phim, khi nói: "Mỹ Tâm chưa hợp lắm với kiểu vai này. Cô "cứng" hơn nhân vật Linh Đan nhiều, qua nét mặt già dặn, cách trang điểm và lối ăn mặc hơi... lớn tuổi", cô nói thêm, "Giọng nói thật của Mỹ Tâm cũng ít nhiều làm cho Linh Đan kém dễ thương, vì một phần ồm ồm, một phần gượng gạo, thiếu tự nhiên khi thể hiện sự nhõng nhẽo, thiếu cả sự mềm mại đáng yêu lúc trò chuyện với người tình". Ngoài ra, cô còn chỉ ra hàng loạt những cảnh phim gây khó chịu cho người xem trong bộ phim cùng phần diễn xuất "nổi hết gai ốc" của dàn diễn viên. Cùng quan điểm, nhà báo Hoàng Lê của Tuổi Trẻ Online đã nói: "Dù tạo được dư luận như vậy nhưng Cho một tình yêu hút khán giả bởi sự tò mò chứ không phải do chất lượng phim đem lại... Mỹ Tâm và Quang Dũng chưa thật sự hóa thân vào vai diễn."
Tuy phần diễn xuất có phần gặp nhiều chỉ trích, thế nhưng phần âm nhạc trong phim đã được đề cao bởi nhiều khán giả và nhà phê bình. Trong bài viết của mình, tờ Afamily có ghi: "Xem phim có thể thấy nhà làm phim đã rất cẩn thận trong việc sắp xếp âm nhạc, điều đó tạo nên sự hài hoà về hình ảnh, tâm trạng nhân vật với lời ca... Đặc điểm nổi bật của những ca khúc sử dụng trong "Cho một tình yêu" thường được sử dụng với tần suất lặp lại rất ít. Khác với những ca khúc thường được sử dụng lại như trong phim "Những nụ hôn rực rỡ" hay "Giải cứu thần chết""